# Rej (riu)
|  | Aquest article tracta sobre el riu. Vegeu-ne altres significats a «Rej». |

El Rej - Реж (rus) - és un riu de Rússia, que passa per l'óblast de Sverdlovsk. És un afluent del Nitsa, a la conca hidrogràfica de l'Obi.

## Geografia
El Rej té una llargària de 219 km i una conca de 4.400 km². Neix als Urals Centrals i va en direcció nord-est fins a la seva confluència amb el Nitsa. La vila més important a la vora del riu és la ciutat de Rej.